# Стюарт, Дональд Огден
Дональд Огден Стюарт (англ. Donald Ogden Stewart; 30 ноября 1894 — 2 августа 1980) — американский писатель и сценарист.

## Биография
Дональд Огден Стюарт родился в городе Колумбус, штат Огайо. Он окончил Йельский университет в 1916 году, где стал членом братства Дельта Каппа Эпсилон. Во время Первой мировой войны был в резерве военно-морских сил.
После войны его друг заинтересовал Дональда работой в театре, и в 1920 году он стал драматургом на Бродвее. Он дружил с Дороти Паркер, Робертом Бенчли, Джорджем С. Кауфманом, Эрнестом Хемингуэем.
Придерживался левых взглядов, с 1937 г. был президентом просоветской Лиги американских писателей (фактическим руководителем организации был исполнительный секретарь Ф. Фолсом). Перед началом Второй мировой войны, он стал членом голливудской Антинацистской лиги, и признался, что является членом Коммунистической партии США. В 1950 году его занесли в чёрный список Красной угрозы, и через год он и его жена, писательница Элла Винтер, переехали в Лондон.
Умер в Лондоне в 1980 году, жена умерла в том же году. Стюарт имел двух сыновей.

## Избранная фильмография
- 1926 — Браун из Гарварда / Brown of Harvard
- 1930 — Смех / Laughter
- 1932 — Нежная улыбка / Smilin 'Through
- 1933 — По дороге в Голливуд / Going Hollywood
- 1934 — Барретты с Уимпоул-стрит / The Barretts of Wimpole Street
- 1935 — Дамы больше не нужны / No More Ladies
- 1938 — Мария-Антуанетта / Marie Antoinette
- 1939 — Женщины / The Women
- 1941 — Лицо женщины / A Woman’s Face
- 1941 — Это неопределённое чувство / That Uncertain Feeling